# 黃東漢
黃東漢（英語：Toni Huang），臺灣指揮家。畢業於國立臺灣大學政治學系，在校期間擔任臺大交響樂團暨合唱團助理指揮，畢業後赴美進入密西根大學以及南卡羅萊納州立大學指揮班，2007年得到管弦樂指揮碩士學位。在美期間，曾經接受洛林·馬澤爾以及Gustav Meier等大師指導，並與羅徹斯特愛樂樂團、保加利亞國家交響樂團（National Symphony Orchestra, Bulgaria）等職業樂團合作。2007年7月受邀參加奧瑞岡巴赫音樂節（Oregon Bach Festival），演出巴赫清唱劇《醒來吧！有守望者向我們高呼》與第4號管弦樂組曲。
回臺後，黃東漢擔任「奇岩室內樂團」指揮，與該團展開貝多芬九首交響曲演出計畫；2008年受邀擔任「來去弦樂團」音樂總監；2009年4月受邀擔任國家交響樂團客席助理指揮；2009年6月指揮演出音樂劇《木蘭少女》世界首演；2010年8月擔任廣藝愛樂常任指揮，致力於探索新世代華人音樂；2011年指揮演出音樂劇《木蘭少女》與《美麗的錯誤》。
目前黃東漢為「廣藝愛樂」常任指揮、「Crescendo Ensemble Taiwan」音樂總監。

## 外部連結
- 「來去弦樂團」樂團指揮介紹 （页面存档备份，存于）
- 談廣藝愛樂的緣起
- 「廣藝愛樂」要找什麼樣的人？要走哪一條路？ （页面存档备份，存于）
- 第二屆廣藝愛樂節 熱鬧登場 （页面存档备份，存于）
- 廣藝基金會 （页面存档备份，存于）